# Arboretum des Sarteaux
L’arboretum des Sarteaux, est un arboretum  situé sur le territoire de la commune de Ville-sur-Lumes, dans le département des Ardennes, en France.

## Localisation
L’arboretum est situé légèrement au nord du village de  Ville-sur-Lumes sur d'anciennes pépinières, et sur un site riche en vestiges archéologiques.

## Description
L'arboretum comporte une vingtaine d'essences d'arbres originaires de la région des Ardennes: Des haies vives, un verger un abri à insectes. 
Des panneaux permettent l'identification des espèces et apportent les informations les concernant :
- Environ 20 espèces d'essences :

Noyer ; Châtaignier ; Sapin ; Épicéa ; Mélèze ; Sorbier des oiseleurs ; Alisier torminal ; Orme champêtre ; Hêtre ; Charme ; Chêne pédonculé ; Chêne rouvre ; Tilleul à petites feuilles ; Érables (sycomore, plane et champêtre) ; Peuplier tremble ; Merisier ; Cerisier à grappes ; Robinier faux acacia ; Pin sylvestre.
- Environ 25 espèces d'arbustes :

Aubépine ; Noisetier ; Sureau noir ; Houx ; Cornouiller sanguin ; Cornouiller mâle ; Charme ; Buis ; Troène ; Aulne glutineux ; Symphorine ; Prunellier ; Viorne lantane ; Viorne aubier ; Forsythia ; Seringat ; Pyracantha ; Spirée ; Weigelia ; Lilas ; Callicarpa ; Tamaris ; Cognassier du Japon ; Cassis ; Cotoneaster .
- Arbres fruitiers privilégiant les variétés anciennes :

Pommiers ; poiriers
- Insectes :

Lézards, bourdons, coccinelles, chrysopes

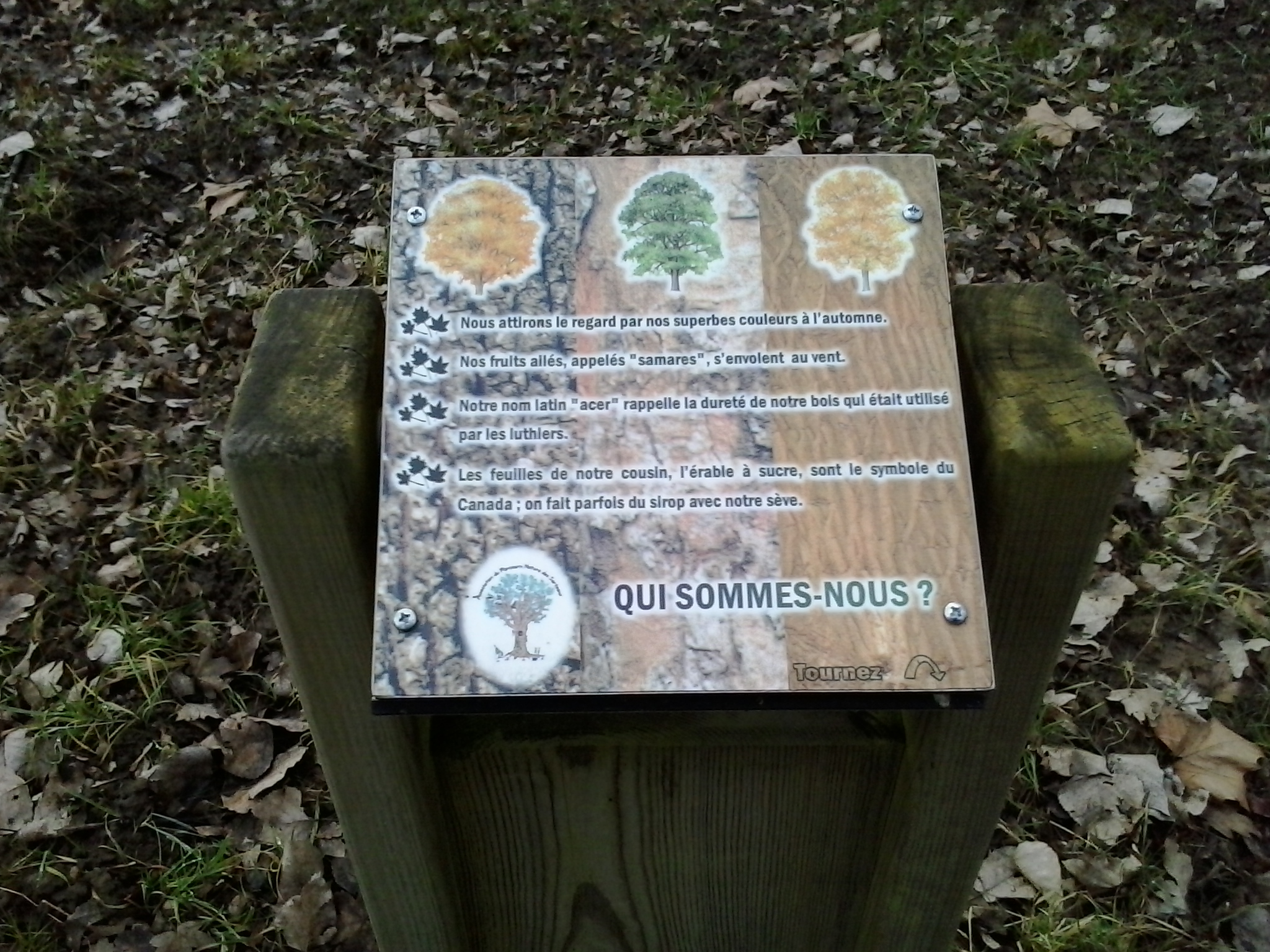
Un tableau didactique
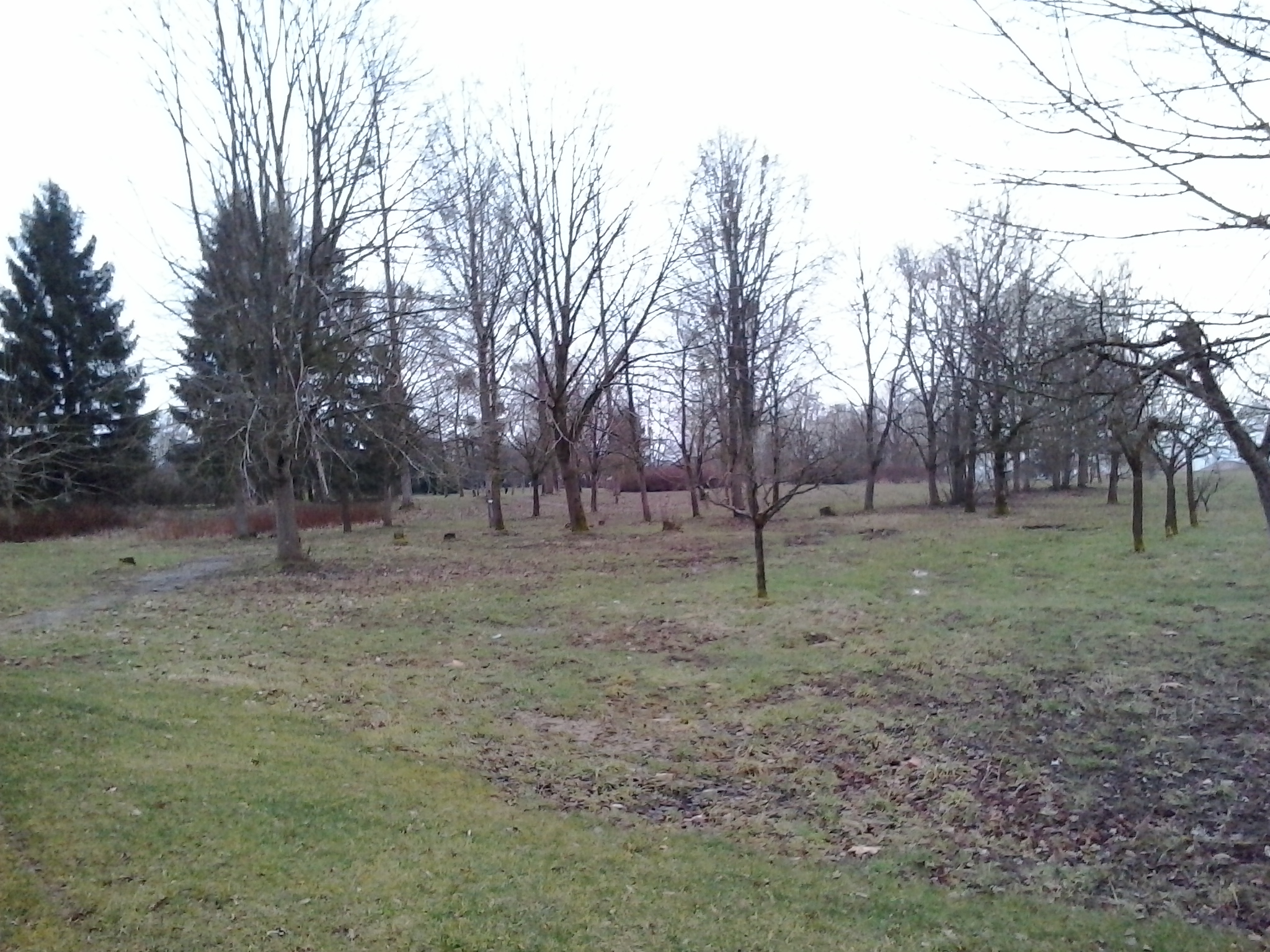
Diveres espèces d'arbustes